# The White Stocking (film 1914)
The White Stocking è un cortometraggio muto del 1914 diretto da W.P. Kellino.

## Produzione
Il film fu prodotto dalla EcKo.

## Distribuzione
Distribuito dall'Universal Pictures, il film - un cortometraggio di 123,02 metri - uscì nelle sale cinematografiche britanniche nel gennaio 1914.